# Мохзани Исмаил
У этого человека малайское имя без фамилии. Мохзани — личное имя, Исмаил — отчество.
Мохзани Исмаил (малайск. Mokhzani Ismail; род. 24 февраля 1962, Алор-Ланчанг, Джеджави, Перлис) — композитор и дирижёр, руководитель оркестра Радио и телевидения Малайзии.

## Краткая биография
Мохзани родился в Перлисе, унаследовав музыкальный талант от своего отца Исмаила Ариффина. Начал учиться музыке дома в 8 лет. Он и его старший брат Язид вместе с отцом исполняли на различных торжествах популярные песни 1960-х годов, при этом Мохзани и Язид играли на гитаре, а отец — на скрипке.

## Образование
Мохзани получил диплом по игре на фортепиано в Королевской музыкальной школе Associated Board в Лондоне, Англия. В 1987 году он получил стипендию Совета опеки над коренными национальностями (MARA) и отправился в Соединенные Штаты, чтобы продолжить учебу в музыкальном колледже Беркли в Бостоне, штат Массачусетс, по специальности «Фортепиано и джазовый оркестр», который окончил в 1990 году.

## Музыкальная карьера
Вернувшись на родину в 1990 году, несколько месяцев играл в столичных отелях, в 1991 году приглашен пианистом в Оркестр радио и телевидения Малайзии, а в 1998 назначен дирижером оркестра. Мохзани выступал на различных престижных государственных и гала-концертах в рамках программы обмена АСЕАН вместе с оркестром радио Сингапура и оркестром телевидения Джакарты в Индонезии в Таиланде, Австралии, Вьетнаме, Сингапуре, Брунее и на Филиппинах.
Он — автор симфонии «Путраджая», песен, написанных к Национальному дню (с 1994 года), шлягеров для известных певцов Джамала Абдиллаха, Салима, Ажарина, Адибах Нур и джинглов. В 2003 году он написал музыку к фильму «Роса» и получил приз за лучшую музыку к нему на 16 Кинофестивале Малайзии. В 2011 году был назначен дирижером престижного Филармонического оркестра Малайзии на джазовом концерте Криса Ботти. Мохзани также преподает и руководит студентами музыкальных факультетов в различных университетах и колледжах: Педагогический университет султана Идриса, Академия культурного наследия, Технологический институт (университет) МАРА). Регулярно проводит семинары в странах АСЕАН.

## Награды
- Титул «Дато» от султана Перлиса (1999)
- Титул «Дато» от султана Паханга (2001)
- Звание «Заслуженный деятель искусства Перлиса» (2002)
- Приз за лучшую музыку к фильму «Роса» на 16 Кинофестивале Малайзии (2003)
- Орден от Верховного правителя Малайзии «Командор- защитник короны» (2004)
- Лауреат премии Grand Master Brand Icon Leadership Award (2017)